# Yoigo
Yoigo (anciennement Xfera) est le quatrième opérateur de téléphonie mobile en Espagne, dernier entrant en décembre 2006 sur ce marché. Le Suédois TeliaSonera était son principal actionnaire (76,56 %) avant le rachat de la participation de Telia par MásMóvil. 
Son propre réseau 3G couvre actuellement 80 % de la population espagnole, le reste du pays étant couvert en GSM (2G) et UMTS (3G) grâce à un accord d'itinérance national conclu en juin 2008 avec Movistar (1er opérateur du pays), remplaçant l'accord d'itinérance GSM (2G) signé en 2006 avec Vodafone Espagne (2e opérateur mobile du pays).    
Yoigo poursuit actuellement l'extension de son réseau 3G dans toute l'Espagne.

## Histoire
En 2016, MásMóvil acquiert la participation de 76,6 % de Telia dans Yoigo pour 479 millions d'euros.